# Chapelle Saint-Aurélien de Limoges
La  chapelle Saint-Aurélien est un édifice religieux des XVe et XVIIe siècles qui abrite les reliques de saint Aurélien, second évêque de Limoges, ville du département français de la Haute-Vienne en région Nouvelle-Aquitaine.
Cette petite chapelle est la propriété de la « confrérie de saint Aurélien », héritière directe de l'ancienne corporation des bouchers de Limoges.

## Histoire

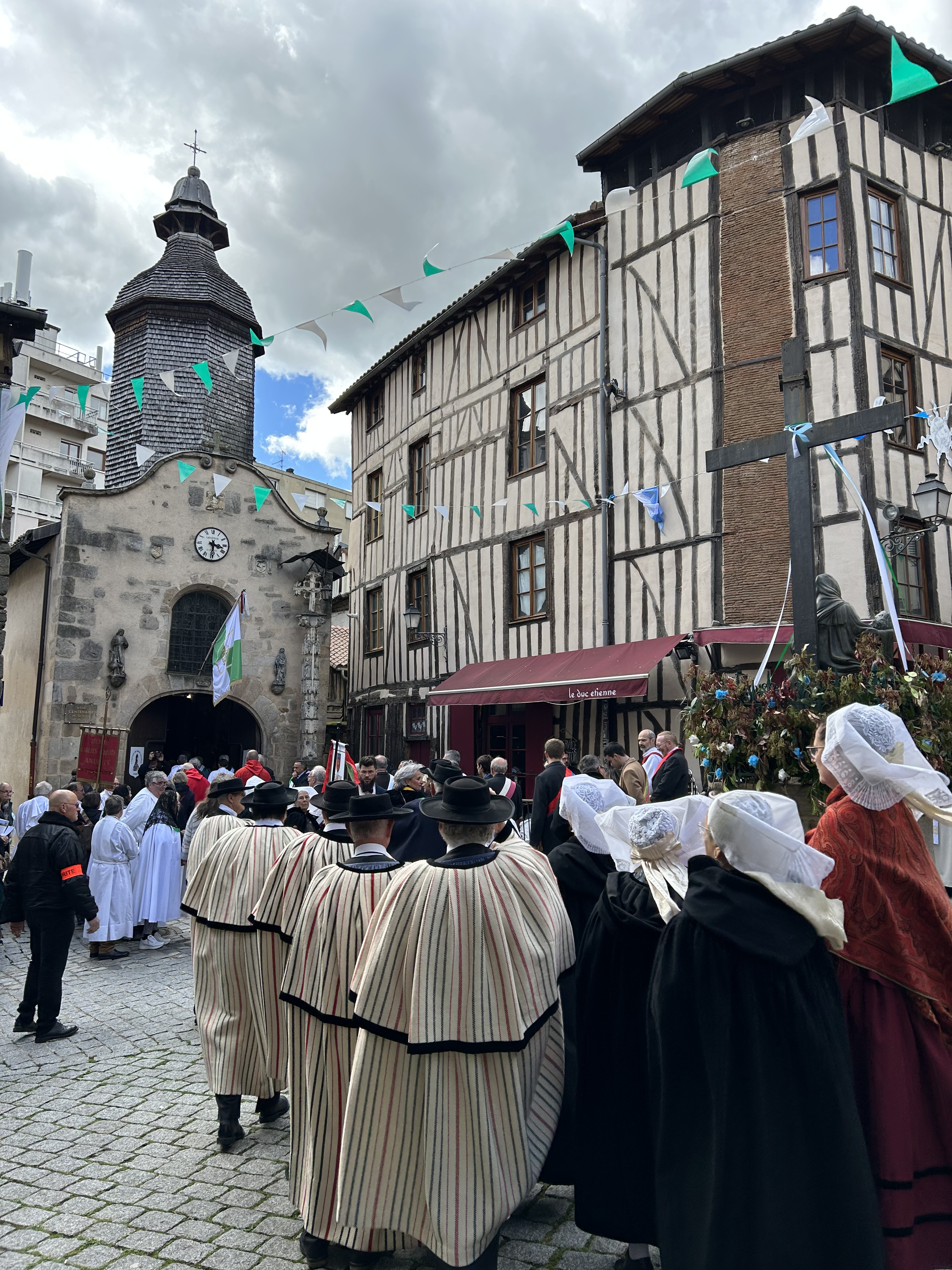
La chapelle lors de l'ouverture du chef-reliquaire de saint Aurélien, pendant les ostensions d'avril 2023.

La chapelle est construite en 1475 rue Torte pour recueillir les reliques de saint Aurélien placées initialement hors les murs dans l'église Saint-Cessateur ruinée par les guerres de Religion (aujourd'hui disparue, située au bas de l'actuelle rue des Pénitents-Rouges). Au XVIIe siècle, la chapelle est agrandie par un chœur placé dans l'axe de la nef et décoré dans le style baroque. La façade est également reconstruite et un nouveau clocher remplace celui du XVe. En 1775 la façade est modifiée avec un nouveau portail surmonté d'une baie plus grande, seule ouverture éclairant la nef et un arc en anse de panier. Lors de la Révolution française, la chapelle est vendue comme bien national et rachetée par deux membres de la confrérie de saint Aurélien par délégation de la confrérie devenue clandestine, cette dernière en est toujours le propriétaire,.
La chapelle est encore un lieu de culte important pour les habitants du quartier de la Boucherie et les membres de la confrérie, elle dépend de la paroisse Saint-Martial. En dehors du culte dominical, une messe solennelle est célébrée le 10 mai, jour de la fête d'Aurélien, ou le dimanche qui suit, ainsi qu'une messe dite des vœux à l'Épiphanie et une messe de la Toussaint pour les défunts de la confrérie. Elle participe tous les sept ans aux ostensions limousines. 
La chapelle est inscrite au titre des monuments historiques par arrêté du 28 janvier 1943.
Un projet de restauration prévu pour 2023 est initié par la confrérie en partenariat avec la paroisse et la préfecture de la Nouvelle-Aquitaine. Il est soutenu par la fondation du patrimoine, une collecte est en cours depuis septembre 2022. La livraison de la phase de rénovation extérieure a eu lieu le 6 juillet 2025 en présence des confrères et de nombreuses personnalités.

## Description

### Situation
Située face à la rue de la Boucherie sur une placette formée par cette rue, la rue du Canal et la rue Saint-Aurélien, elle constitue le cœur du quartier de la Boucherie. Au centre de la place une pietà en bronze remplace une pietà en terre cuite inaugurée en 1889 et détruite. 

### Édifice
La chapelle n'est pas orientée, son axe est nord-est sud-ouest. La façade est ornée de deux statues, une de saint Jean l'évangéliste et une de sainte Catherine d'Alexandrie, d'une horloge et de deux dates, 1652, réfection de la façade et 1775 son réaménagement. elle est coiffée d'un arc en anse de panier centré sur une croix et d'un clocher en bulbe couvert de bardeaux de châtaignier.
La nef, légèrement trapézoïdale, est peu éclairée, principalement par la fenêtre d'axe. Elle mesure 9,40 mètres sur 3,70 mètres sur trois travées voutées d'ogives gothiques. La nef simple est prolongée par un chœur à chevet plat occupé par un retable baroque abritant, cachées par le tableau central, la chasse de saint Aurélien et les archives de la confrérie.

### Mobilier
La chapelle Saint-Aurélien, malgré sa petite taille, possède un riche mobilier liturgique, une belle statuaire et des objets évoquant la vie de la confrérie. Dix-huit de ces objets sont répertoriés dans la base Palissy, la confrérie qui en est propriétaire en assure la conservation, parmi ceux-ci :
- une statue en pierre polychrome de sainte Catherine du XVe siècle[7] ;
- un groupe sculpté, de la même époque, de sainte Anne trinitaire représentant sainte Anne portant un panier de fruits, la Vierge Marie tenant un bouquet de roses et l'Enfant Jésus portant à la bouche ce qu'une tradition identifie comme un rognon[8],[note 5] ;
- le retable baroque dont le centre est occupé par un tableau représentant la Transfiguration (copie inversée d'une partie d'un tableau de Raphaël conservé à la pinacothèque du Vatican) et qui cache la châsse abritant les reliques de saint Aurélien[note 6],[9].

Devant la façade de la chapelle est installée une croix monumentale en pierre du XVe siècle dite croix de Limoges provenant de l'ancien couvent des grands carmes et rachetée par la confrérie des bouchers à la Révolution.